# Catenicella elegans
Catenicella elegans är en mossdjursart som beskrevs av Busk 1852. Catenicella elegans ingår i släktet Catenicella och familjen Catenicellidae. Utöver nominatformen finns också underarten C. e. robusta.